# 桑楠·薩伊
桑楠·薩伊（1985年11月30日—）是巴基斯坦及英國籍女演員及模特兒，主要出現在巴基斯坦電影及電視連續劇。薩伊在2010年首次演出電視連續劇《Daam》；並在2013年擔任《玫瑰人生》（Zindagi Gulzar Hai）的女主角，此劇是巴基斯坦史上收視率最高的連續劇之一，亦為薩伊帶來多個獎項。
她在英國倫敦出生，但跟隨家人六年後搬回巴基斯坦卡拉奇居住。2015年1月2日，薩伊和她兒時好友、一名來自卡拉奇的銀行家Farhan Hasan結婚。

## 外部連結
- 桑楠·薩伊在互联网电影资料库（IMDb）上的資料（英文）
- 桑楠·薩伊的Instagram帳戶